# 京牡高速动车组列车
京牡高速动车组列车是中国铁路运行于直辖市北京市北京朝阳站至黑龙江省牡丹江市牡丹江站的高速动车组列车，客运里程1542km，现每日共开行2对列车。其中G901/920次列车乘务由北京局集团北京客运段担当客运业务，G3508/3523次列车则由哈尔滨局集团牡丹江客运段担当。

## 历史
2019年1月5日，配合哈牡客运专线通车，原北京南~哈尔滨G393/394次列车延长至牡丹江站始发终到。
2021年6月25日，新增北京朝阳~牡丹江G3601/3602次列车，同时停运原G393/394次列车。
2023年7月1日，配合京哈高铁运行图第二次重排，G3601次列车缩短至哈尔滨西站终到，车次调整为G953次；G3602次列车延长至七台河西站始发，车次调整为G936次。这一调整使得牡丹江站暂时失去了进京的始发终到高铁列车。
2025年7月1日，配合京哈高速铁路京沈段提质达标至350km/h运营，重新安排北京朝阳-牡丹江间始发终到高速动车组列车2对，其中G901/920次在京沈段允许以350km/h高标运行。这也是牡丹江市时隔2年后重新迎来始发终到进京高铁。

## 使用列车
G901/920次列车使用配属于北京局集团北京朝阳动车运用所的CR400BF-GS，重联运行；G3523/3508次使用列车配属哈尔滨局集团哈尔滨西动车运用所的CRH380BG。